# Ludvig Holberg
Ludvig Holberg, Baron of Holberg, nam tước của Holberg (3 tháng 12 năm 1684 - 28 tháng 1 năm 1754) là một nhà văn, nhà viết luận, nhà triết học, nhà sử học và nhà biên kịch sinh ra ở Bergen, Na Uy, trong thời kỳ quân chủ đôi Đan Mạch-Na Uy. Ông bị ảnh hưởng bởi chủ nghĩa nhân văn, sự Khai sáng và Baroque. Holberg được coi là người sáng lập ra văn học hiện đại Đan Mạch và Na Uy, và nổi tiếng với những bộ phim hài mà ông viết trong năm 1722-1723 cho Nhà hát Lille Grønnegade ở Copenhagen. Tác phẩm của Holberg về luật tự nhiên và phổ biến đã được nhiều sinh viên luật pháp Đan Mạch đọc rộng rãi trong hơn 200 năm, từ năm 1736 đến 1936.

## Nghiên cứu và giảng dạy
Holberg là con út trong gia đình có sáu anh em. Cha của ông, Christian Nielsen Holberg, đã chết trước khi Ludvig được một tuổi. Cậu đã học tại Copenhagen, và là giáo viên tại Đại học Copenhagen) trong nhiều năm. Đồng thời, anh bắt đầu sự nghiệp thành công của mình với tư cách là một tác giả, viết một trong những bộ hài kịch đầu tiên.
Ông bắt đầu nghiên cứu thần học tại Đại học Copenhagen và sau đó tự học luật, lịch sử và ngôn ngữ. Ông không đặc biệt quan tâm đến thần học như là một nghề nghiệp, giải quyết cho một "người chứng kiến" (tương tự như bằng cử nhân ngày hôm nay), cho ông quyền làm việc như một linh mục; Ông đã không cố gắng có bằng baccalaureus, baccalaureus, magister hoặc doctorate trong đề tài này, và cũng không theo một nghề nghiệp như là một giáo sư thần học, linh mục, hoặc giám mục. Trong thời niên thiếu của Holberg, phổ biến là nghiên cứu thần học và chuyên môn hóa theo mức độ của một người, ví dụ như bằng tiếng Hy Lạp, Latin, triết học hoặc lịch sử. Với mục đích trở thành một luật sư, việc du học ở nước ngoài rất bình thường. Năm 1736, Luật sư Đan Mạch được thành lập tại Đại học Copenhagen, bằng cấp tiếp tục được cấp 200 năm, và trong đó các bài viết của Holberg vẫn là tài liệu đọc thông thường trong suốt thời gian này. Holberg đã được chính thức bổ nhiệm trợ lý giáo sư sau khi làm việc lần đầu tiên là một trong những không có tiền lương. Ông phải chấp nhận vị trí sẵn có đầu tiên, giảng dạy siêu hình học. Sau đó, ông trở thành một giáo sư và giảng dạy hùng biện và tiếng Latin. Cuối cùng, ông được trao một chức vụ trong đề tài mà ông đánh giá cao nhất và có hiệu quả nhất trong lịch sử.
Holberg đã được giáo dục tốt và đi du lịch tốt. Ở tuổi vị thành niên, ông đã đi thăm các thành phố lớn ở các nước như Hà Lanvà Pháp, và sống ở một thời gian ngắn ở Roma; Và trong một khoảng thời gian dài hơn ở Oxford, Anh (1706-1708), rất hiếm hoi trong thời gian đó vì cuộc sống tri thức tập trung ở lục địa châu Âu. Ông đã không chính thức được nhận vào Đại học Oxford, nhưng đã dành thời gian của mình ở đó bằng cách sử dụng các thư viện và tham gia vào các cuộc thảo luận Latin với các sinh viên Anh.